# بترا ميركل
بترا ميركل (بالألمانية: Petra Merkel )‏ (و. 1947  م) هي سياسية ألمانية، ولدت في برلين، هي عضوةٌ الحزب الديمقراطي الاجتماعي الألماني، شاركت في الانتخابات الرئاسية الألمانية 2012، والانتخابات الرئاسية الألمانية 2004، والانتخابات الرئاسية الألمانية 2009، والانتخابات الرئاسية الألمانية 2010.

## مناصب
تولت منصب عضو في البوندستاغ الألماني (17 أكتوبر 2002–18 أكتوبر 2005)
- عضو في برلمان برلين ‏.

## جوائز
حصلت على جوائز منها:
- صليب وسام الاستحقاق من جمهورية ألمانيا الاتحادية.